# Ramos Arizpe
Ramos Arizpe é uma cidade do México.